# José Enrique Rodón
José Enrique Rodón (* 17. April 1965) ist ein ehemaliger mexikanischer Fußballspieler auf der Position eines Verteidigers.

## Leben
Rodón spielte die längste Zeit seiner Profikarriere beim Club América, mit dem er in den Spielzeiten 1987/88 und 1988/89 jeweils zweimal den mexikanischen Meistertitel und den Supercup gewann. Außerdem gewann er mit den Aguilas insgesamt dreimal den CONCACAF Champions Cup und 1991 die Copa Interamericana.
1995/96 wechselte er zu den Tecos UAG, bei denen er allerdings nur noch zu zwei Einsätzen in der höchsten mexikanischen Spielklasse kam.

## Erfolge
- Mexikanischer Meister: 1987/88, 1988/89
- Mexikanischer Supercup: 1988, 1989
- CONCACAF Champions Cup: 1987, 1990, 1992
- Copa Interamericana: 1991